# Ducula

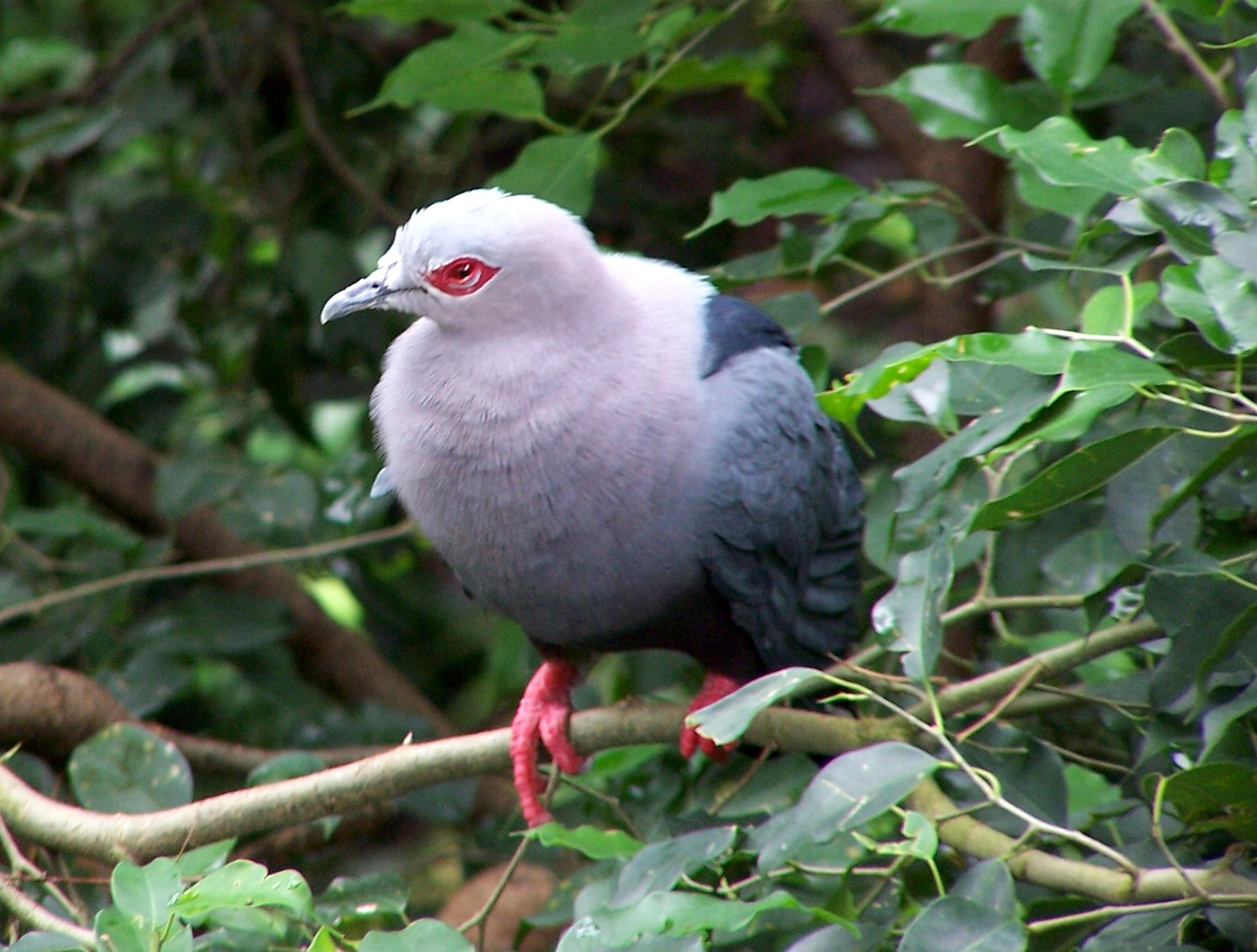
Pinon-szigeti császárgalamb (Ducula pinon)

A Ducula vagy császárgalamb a madarak osztályának galambalakúak (Columbiformes) rendjébe és a galambfélék (Columbidae) családjába és a gyümölcsgalambformák (Treroninae) alcsaládjába tartozó nem.

## Rendszerezés
A nembe az alábbi 44 faj tartozik (taxonómiai sorrendben)
- sávosfarkú császárgalamb (Ducula poliocephala)
- fehérhasú császárgalamb (Ducula forsteni)
- mindorói császárgalamb (Ducula mindorensis)
- szürkefejű császárgalamb (Ducula radiata)
- pettyes császárgalamb (Ducula carola)
- bronz császárgalamb (Ducula aenea)
- Nikobár-szigeteki császárgalamb (Ducula nicobarica)
- serami császárgalamb (Ducula neglecta)
- Enggano-szigeti császárgalamb (Ducula oenothorax)
- elegáns császárgalamb (Ducula concinna)
- fehérszemű császárgalamb (Ducula perspicillata)
- bütykös császárgalamb (Ducula pacifica)
- mikronéz császárgalamb (Ducula oceanica)
- polinéz császárgalamb (Ducula aurorae)
- Marquises-szigeteki császárgalamb (Ducula galeata)
- vörösbütykös császárgalamb (Ducula rubricera)
- feketebütykös császárgalamb (Ducula myristicivora)
- Biak-szigeti császárgalamb (Ducula geelvinkiana)
- bíborfarkú császárgalamb (Ducula rufigaster)
- fahéjmellű császárgalamb (Ducula basilica)
- Finsch-császárgalamb (Ducula finschii)
- fénylő császárgalamb (Ducula chalconota)
- rózsásfejű császárgalamb (Ducula rosacea)
- karácsony-szigeti császárgalamb (Ducula whartoni)
- borneói császárgalamb (Ducula pickeringii)
- Salamon-szigeteki császárgalamb (Ducula pistrinaria)
- Brenchley-császárgalamb (Ducula brenchleyi)
- Baker-császárgalamb (Ducula bakeri)
- barnafarkú császárgalamb (Ducula latrans)
- új-kaledón császárgalamb (Ducula goliath)
- Pinon-szigeti császárgalamb (Ducula pinon)
- Müller-császárgalamb (Ducula mullerii)
- Bismarck-szigeti császárgalamb (Ducula melanochroa)
- örvös császárgalamb (Ducula zoeae)
- hegyi császárgalamb (Ducula badia)
- feketehátú császárgalamb (Ducula lacernulata)
- timori császárgalamb (Ducula cineracea)
- kétszínű gyümölcsgalamb (Ducula bicolor)
- fehér császárgalamb (Ducula luctuosa)
- Torresian-császárgalamb (Ducula spilorrhoa)
- Kimberley-császárgalamb (Ducula constans)
- sárgás császárgalamb (Ducula subflavescens)
- Henderson-szigeti császárgalamb (Ducula harrisoni)  – kihalt